# Avignon Volley-Ball
Maillots
Actualités
Dernière mise à jour : 04/01/2023.
L'Avignon Volley-Ball est un club français de volley-ball, fondé en 1961 et basé à Avignon (Vaucluse), présidé depuis 1996 par Thierry Minssen, et entrainé depuis la saison 2023/2024 par Ricardo Martinez, évoluant pour la saison 2023-2024 en ELITE (troisième division nationale).

## Historique
En 1951, et jusqu'en 1954, l'équipe de volley d'Avignon est une section du SO Avignon, le club de Rugby à XIII de la ville, avant de devenir la section Volley-ball de l'ES Avignon, club de basket-ball.
Ce n'est qu'en 1961, à l'initiative de Jean Di Giantommaso, que le club est fondé et devient indépendant, l'Avignon Volley-Ball est né.
En 1979, l'AVB se hisse pour la toute première fois dans l'élite du volley-ball français, alors nommée 1re division nationale. 
Classé 9e à l'issue de la saison, Avignon est relégué en 2e division.
Le club vauclusien va faire l'ascenseur entre les différents niveaux nationaux, avant de se stabiliser en Nationale 1B, et de retrouver l'élite en 1994 à la suite d'une finale perdue de N1B, face au Tours Volley-Ball, 1 victoire à 2.
En 1995/1996, dès sa 2e saison en PRO'A, L'Avignon Volley-Ball, réussit une année pleine, s'inclinant en 1/2 finale de la coupe de France face au Stade Poitevin (1-3), 
avant de décrocher sa première qualification européenne, après une victoire d'anthologie face à PSG-Asnières lors de l'ultime journée des playoffs, dans sa salle de Champfleury (3 sets à 2), les Avignonais s'inclineront ensuite lors de la petite finale du championnat perdue contre Poitiers.
L'exercice suivant est délicat, car l'effectif est miné par les blessures une bonne partie de la saison, l'AVB dispute un tournoi de qualification de la Coupe de la CEV à domicile, après s'être imposés d'entrée face aux Macédoniens de Jugorom Jegunovce (Tetovo) 3 sets à 0, les joueurs de Philippe Lecouls, s'inclinent face aux Allemands du Bayer Wupertal 1 sets à 3, puis sur le même score face aux Portugais de Castelo da Maia GC. Les Avignonais décrochent in-extremis leur qualification pour les playoffs de PRO'A, mais ils ne finiront que 8e cette saison-là, toutefois le club réussit sa plus belle performance au niveau national, en atteignant la finale de la Coupe de France, mais les volleyeurs de la cité papale s'inclineront à la halle Georges-Carpentier, face aux Paris UC 3 sets à 1 (13-15/15-11/15-5/15-7).
Le club de la capitale réussit cette saison-là le doublé coupe-championnat, ce qui libère une place en coupe de la CEV pour la prochaine saison.
À l'intersaison 1997, Avignon échappe de justesse ou couperet de la DNCG, le club se maintient finalement, mais voit sa masse salariale encadrée, et l'AVB doit se séparer de la majeure partie de ses cadres (Sordyl, Szyszko, Romann, Patry, Amet).
Avec un effectif limité, Avignon se voit relégué en pro'B à l'issue de la saison 1997/1998, et connait l'élimination au 1er tour de la Coupe d'Europe, contre les Russes de l'Avtomobilist Saint-Pétersbourg (2-3 puis 0-3).
Après une belle saison 1998/1999, couronnée par une superbe finale face au Castres Volley-Ball, et un titre de champion de France de pro'B, l'AVB pense renouer avec l'élite, mais la DNCG lui en interdit l'accès, en raison de finances insuffisantes.
Ce n'est que partie remise, puisque le club, après un nouveau titre de champion en 2000 (face à Rennes), accède cette fois, pour de bon, en pro A.
Au cours des années 2000, l'Avignon Volley-Ball connaitra sa plus longue période de présence au plus haut niveau national (entre 2002 et 2007), se qualifiant pour les 1/4 de finale du championnat en 2004 (éliminé par le Tours Volley-Ball).
En mai 2009, avec José Amet revenu sur le banc, au poste d'entraineur, Avignon se hisse à nouveau en Ligue A, après avoir terminé à la 2e place du championnat de Pro B derrière les Corses du GFCO Ajaccio.
Les Vauclusiens ne passeront qu'une saison dans l'élite, relégués sportivement, le club croit un temps au repêchage à la suite des difficultés financières que connait le club de Montpellier Volley, mais se voit finalement confirmer la relégation en ligue B. À la suite d'un retrait de 3 points pour non-présentation de documents, l'AVB termine finalement la saison 2010/2011 à la 4e place, et après une victoire face à Chaumont en 1/2 finales des barrages, les Avignonais jouent la montée face à un autre ancien pensionnaire de ligue A, le Narbonne Volley, après une victoire 3 sets à 0 lors du match aller à Champfleury, Avignon s'incline à deux reprises en terre audoise (1-3 puis 2-3). À la suite de nombreuses décisions arbitrales litigieuses, notamment sur une balle de match dans le tie break du dernier set, le président Minsen annonce sa démission de la tête d'un club qu'il présidait depuis 18 ans, avant de revenir sur sa décision quelques jours plus tard.
Le 3 avril 2012, le club se dote d'une présidence bicéphale, l'entrepreneur Fredérick Villaescusa rejoint le club, avec pour projet, la pérennisation financière et sportive du club au plus haut niveau.
Le 20 avril 2012, l'AVB décroche son 3e titre de champion de ligue B à la suite d'une ultime victoire sur Harnes Volley-Ball, retrouvant ainsi la Ligue A quittée 2 ans auparavant.
La saison 2012/2013 s'avère délicate pour les vauclusiens, avec un effectif limité en conséquence des moyens financiers du club, Avignon se débat durant toute la saison dans les bas fonds du classement, et la bonne période que le club connait en début d'année 2013 n'y changera rien, la défaite nette (0-3 21-25/19-25-20-25) subie lors de l'antépénultième journée face au Spacer's de Toulouse, adversaire direct pour le maintien, les condamnent à un retour direct à l'étage inférieur.
Le club compte à ce jour plus de 250 licenciés, et 3 équipes séniors (Ligue B, Nationale 2 et régionale), l'AVB est le club le plus important de la ligue de provence.
L'Avignon Volley-Ball dispose d'un budget de 700 000 euros pour la saison 2012/2013.

## Rivalités
La présence nombreuse de clubs de haut niveau dans le sud de la France implique un nombre important de derbys locaux, l'AVB connait une rivalité départemental assez forte quoique relativement récente avec l'ASON Orange, le club de la cité princière n'évoluant dans le monde du volley-ball professionnel français que depuis 2009.
Une rivalité, régionale cette fois, oppose l'Avignon Volley-Ball à Martigues Volley-Ball, les deux clubs se sont affrontés à maintes reprises depuis ces trente dernières années, essentiellement en ligue B, comme lors de la saison 1998/1999, l'AVB remporte le titre et croit gagner le droit de monter en pro'A, avant de se voir refuser l'accession par la DNCG, le club de Castres Volley-Ball finaliste est également en proie à des difficultés financières, Martigues se retrouve ainsi promu en Ligue A. Les deux clubs se retrouvent lors de la saison 2000-2001, en ligue A cette fois-ci, et les Avignonnais s'inclinent deux fois sur le score de 2-3 face au MVB.
Un antagonisme assez prononcé existe aussi vis-à-vis des clubs de la région Languedoc-Roussillon, le plus fort et le plus ancien étant probablement celui existant avec le Montpellier Université Club, la défaite la plus amer restant clairement celle concédée à René-Bougnol lors des play-offs de pro'A en 1995/1996, les Avignonnais s'inclinent 2-3 après avoir vu une balle de match injustement refusée lors du tie-break, cette défaite retirant à l'AVB ces derniers espoirs de qualification pour la finale du championnat.
Avignon exorcise cet échec un an plus tard, en dominant Montpellier (3-0) en quart de finale de la coupe de France 1997, atteignant cette même saison la finale de cette épreuve.
D'autres rivalités existent encore avec l'Arago de Sète et surtout le Narbonne Volley, cette dernière ayant pris un tour polémique à la suite de la finale des barrages d'accession de ligue B en mai 2011, et à la victoire finale des Narbonnais (3-2) lors du match décisif, la fin de match étant entachée de plusieurs décisions arbitrales litigieuses.

## Logo
En 2010, le club modifie son logo afin de le rendre plus moderne.

Logo de 2000 à 2010
Nouveau logo

## Comité directeur de l'Avignon Volley-Ball
- Président : Thierry Minssen
- Vice-président : Fabrice Srogosz
- Trésorière : Charlotte Milhe
- Secrétaire général : Laure Ginoux

## Sponsors Maillot 2023/2024
- Département de Vaucluse
- IFC Formation
- Ville d'Avignon
- Hectare

### Sponsors Short 2022 / 2023
- Jurick Solution Logiciel / Canon France

### Équipementier
Macron

## Bilan saison par saison
| Saison    | Div.    | Clas. *    | M.J. * | Vic. | Déf. | S.P. | S.C. | Q.S.  | Moy. Spec. | Coupe de France | Play-off      |
| 1995-1996 | Pro A   | 5e         | 22     | 12   | 10   | 42   | 37   | 2,24  | 875        | 1/2 finaliste   | 2e groupe A   |
| 1996-1997 | Pro A   | 8e         | 26     | 14   | 12   | 57   | 48   | 2,24  | 900        | Finaliste       | 4e groupe A   |
| 1997-1998 | Pro A   | 13e        | 26     | 6    | 20   | 26   | 67   | 2,24  | 700        | 1/8e de finale  | NQ            |
| 1998-1999 | Pro B   | 1er        | 22     | 20   | 2    | 56   | 25   | 2,24  | 650        | 1/8e de finale  | Vainqueur     |
| 1999-2000 | Pro B   | 1er        | 22     | 17   | 5    | 56   | 25   | 2,24  | 560        | 1/16e de finale | Vainqueur     |
| 2000-2001 | Pro A   | 14e        | 26     | 2    | 24   | 25   | 74   | 0,338 | 724        | 1/4 de finale   | NQ            |
| 2001-2002 | Pro B   | 6e         | 22     | 12   | 10   | 48   | 39   | 1,231 | 457        | 3er tour        | Finaliste     |
| 2002-2003 | Pro A   | 12e        | 26     | 7    | 19   | 40   | 64   | 0,625 | 703        | 1/8e de finale  | NQ            |
| 2003-2004 | Pro A   | 8e         | 26     | 10   | 16   | 41   | 55   | 0,745 | 720        | 1/4 de finale   | 1/4 de finale |
| 2004-2005 | Pro A   | 11e        | 26     | 10   | 16   | 42   | 60   | 0,7   | 772        | 1/8e de finale  | NQ            |
| 2005-2006 | Pro A   | 12e        | 26     | 6    | 20   | 34   | 65   | 0,523 | 800        | 1/8e de finale  | NQ            |
| 2006-2007 | Pro A   | 13e        | 26     | 7    | 19   | 35   | 64   | 0,547 | 760        | 1/8e de finale  | NQ            |
| 2007-2008 | Pro B   | 3e         | 26     | 17   | 9    | 57   | 35   | 1,629 | 640        | 1/16e de finale | Finaliste     |
| 2008-2009 | Pro B   | 2e         | 26     | 19   | 7    | 65   | 39   | 1,667 | 690        | 1/8e de finale  | Promu         |
| 2009-2010 | Ligue A | 14e        | 26     | 7    | 23   | 40   | 78   | 0,513 | 780        | 1/8e de finale  | NQ            |
| 2010-2011 | Ligue B | 4e         | 26     | 20   | 6    | 67   | 40   | 1,675 | 720        | 1/8e de finale  | Finaliste     |
| 2011-2012 | Ligue B | 1er        | 26     | 20   | 6    | 65   | 35   | 1,857 | 708        | 1/16e de finale | Promu         |
| 2012-2013 | Ligue A | 13e        | 26     | 7    | 19   | 41   | 65   | 0,630 | 820        | 1/8e de finale  | NQ            |
| 2013-2014 | Ligue B | 10e        | 26     | 11   | 15   | 52   | 56   | 0,929 | ?          | 1/16e de finale | NQ            |
| 2014-2015 | Ligue B | 13e        | 26     | 9    | 17   | 36   | 63   | 0,571 | ?          | 1/32e de finale | NQ            |
| 2015-2016 | Élite   | ?          | ?      | ?    | ?    | ?    | ?    | ?     | ?          | 1/32e de finale | ?             |
| 2016-2017 | Élite   | 2e         | 14     | 12   | 2    | 38   | 11   | 3.455 | ?          | ?               | Promu         |
| 2017-2018 | Ligue B | 7e         | 18     | 8    | 10   | 31   | 37   | 0,838 | ?          | 1/16e de finale | 1/4 de finale |
| 2018-2019 | Ligue B | 8e         | 22     | 10   | 12   | 42   | 48   | 0,875 | ?          | NQ              | 1/4 de finale |
| 2019-2020 | Élite   | interrompu |        |      |      |      |      |       |            |                 |               |
| 2020-2021 | ?       | ?          | ?      | ?    | ?    | ?    | ?    | ?     | ?          | ?               | ?             |
| 2021-2022 | ?       | ?          | ?      | ?    | ?    | ?    | ?    | ?     | ?          | ?               | ?             |
| 2022-2023 | Ligue B | 5e         |        |      |      |      |      |       |            |                 |               |
| 2023-2024 | Elite   | 1er        |        |      |      |      |      |       | 557        |                 |               |
| Saison    | Div.    | clas.      | M.J.   | Vic. | Déf. | S.P. | S.C. | Q.S.  | Moy. Spec. | Coupe de France | Play-off      |

## Palmarès
- Coupe de France
  - Finaliste : 1997

- Ligue B
  - Champion de France : 1999, 2000, 2012

- Nationale 2
  - Champion de France : 1990

## Résultats en coupe d'Europe
- élimination en phase de groupes de la Coupe de la CEV en 1996/1997
- élimination au 1er tour de la Coupe de la CEV en 1997/1998

## Effectifs
(mars 2017).

### Effectif pour la saison 2015-2016 (Élite)
| No                                              | Nom                                             | Date de naissance                               | Taille | Poids | Poste                   | Club précédent               | Au club depuis               |
| ----------------------------------------------- | ----------------------------------------------- | ----------------------------------------------- | ------ | ----- | ----------------------- | ---------------------------- | ---------------------------- |
| 1                                               | Jean-François Pérez                             | 7 décembre 1980                                 | 205    | 94    | Central                 | Alès CVB                     | 2015                         |
| 2                                               | Thomas Arzailler                                | 6 mai 1994                                      | 198    | 88    | Central                 | Gap Volley                   | 2014                         |
| 3                                               | Roberto Ortiz                                   | 2 juin 1989                                     | 205    | 95    | Central                 | Espagne                      | 2015                         |
| 4                                               | Maoni Talia                                     | 30 juillet 1992                                 | 194    | 120   | Attaquant               | GFC Ajaccio                  | 2015                         |
| 5                                               | Antoine Aubree                                  | 30 juin 1995                                    | 186    | 77    | Réceptionneur-attaquant | Pole Espoirs                 | 2013                         |
| 6                                               | Julien Prigent                                  | 6 juillet 1995                                  | 184    | 72    | Passeur                 | Arago de Sète                | 2015                         |
| 7                                               | Artem Korovyanskyy                              | 14 août 1994                                    | 184    | 74    | Libero                  | Stade Poitevin               | 2015                         |
| 8                                               | Junior Nyabeye                                  | 1er janvier 1989                                | 190    | 80    | Réceptionneur-attaquant | EVB Sochaux                  | 2014                         |
| 9                                               | Simon Dubreuil                                  | 5 janvier 1995                                  | 190    | 80    | Réceptionneur-attaquant | Stade Poitevin               | 2015                         |
| 10                                              | Gabriel Jaunet                                  | 15 novembre 1995                                | 193    | 78    | Réceptionneur-attaquant | Montpellier UC               | 2015                         |
| 11                                              | Antony Totele                                   | 31 octobre 1994                                 | 180    | 70    | Passeur                 | Nouvelle-Calédonie           | 2015                         |
| 13                                              | Vincent Lacombe                                 | 12 juillet 1989                                 | 185    | 77    | Central                 | AMSL Fréjus                  | 2015                         |
| 17                                              | Ricardo Martinez                                | 2 août 1986                                     | 184    | 80    | Passeur                 | GFC Ajaccio                  | 2014                         |
|                                                 |                                                 |                                                 |        |       |                         |                              |                              |
| Encadrement technique                           | Encadrement technique                           |                                                 |        |       |                         | Légende                      | Légende                      |
| Entraîneur : José Amet                          | Entraîneur : José Amet                          | Entraîneur : José Amet                          |        |       |                         | : Capitaine                  | : Capitaine                  |
| Entraîneur(s) adjoint(s) : Jean-Claude Amoureux | Entraîneur(s) adjoint(s) : Jean-Claude Amoureux | Entraîneur(s) adjoint(s) : Jean-Claude Amoureux |        |       |                         | : Joueur blessé actuellement | : Joueur blessé actuellement |

| Équipe type : Avignon Volley-Ball                                                                          |
| \| Martinez · # 17 Dubreuil · # 9 Ortiz · # 3 Talia · # 4 Lacombe · # 13 Pérez · # 1 Korovyanskyy · # 7 \| |
| Martinez · # 17 Dubreuil · # 9 Ortiz · # 3 Talia · # 4 Lacombe · # 13 Pérez · # 1 Korovyanskyy · # 7       |

| Martinez · # 17 Dubreuil · # 9 Ortiz · # 3 Talia · # 4 Lacombe · # 13 Pérez · # 1 Korovyanskyy · # 7 |

## Présidents successifs
| - SOA (section volley-ball) : Jean Di Giantommaso (de 1951 à 1954) - ESA (section volley-ball) : Jean Di Giantommaso (de 1954 à 1961) - Raoul Perrin (de juin 1961 à juin 1966) - Jean Di Giantommaso (de juin 1966 à janvier 1967) - André Grousset (de janvier 1967 à mars 1970) puis (de juin 1981 à janvier 1983) - Pierre Giancaterina (de mars 1970 à février 1971) - Pierre Urios (de février 1971 à septembre 1971) - Jean-François Dauvergne (de septembre 1971 à juin 1974) puis (de juin 1976 à juin 1978) - Alain Layrisse (de juin 1974 à juin 1976) | - Georges Pons (de juin 1978 à juin 1981) - André Grousset (de juin 1981 à janvier 1983) - Guy Delaruelle (de janvier 1983 à novembre 1987) - Lucette Ginestet (de novembre 1987 à juin 1988) - René Garcia (de juin 1988 à juin 1989) - Jean-Louis Benoit (de juin 1989 à septembre 1995) - Jacques Monnier (de septembre 1995 à juin 1996) - Frédéric Bordas (de juin 2002 à mai 2007) - Thierry Minssen (de juin 1996 à juin 2002) puis (depuis mai 2007 à 2020) |

### Entraîneurs
| - Jacques Martinez 1975-1988 - Pierre-Claude Drappier 1988-1991 - Philippe Lecouls 1991-1994 - Jean-Marc Biasio 1994-1998 - Philippe Lecouls 1998-2000 - Christophe Patry 2000-2001 - Franck Bonhomme 2001-2004 - Cornel Soica 2004-2007 - José Amet 2007-2023 - Ricardo Martinez 2023- Actuel |

## Ancien joueurs
| - Christophe Patry - David Romann - Loïc de Kergret - Gaël Balzé - José Amet - Frédéric Havas - Philippe Lecouls - Bertrand Carletti - Yvan Douënel - Jean-François Pérez - Benoît Uguet - Romain Bonon - Romain Vadeleux - Ricardo Martinez - Steve Peironet - Jérôme Surjus - Jérôme Sinet - Yves Meunier - Roger Duran | - Serge Pancaldi - Emmanuel Petot - Éric Bellon - Adrien Taghin - Thomas Lamoise - Jean Fiat - Thierry Calmet - Jean-Philippe Daguerre - Stéphane Patte - Stéphane Guarneri - Jérôme Corda - Yann Lavallez - Sébastien Tournier - Cédric Énard - Ogier Molinier - Christophe Navaud - Serge Molina - Yoann Jaumel - Pierre-Claude Drappier | - Guy Di Giantommaso - Jean-Pierre Di Giantommaso - Valery Merkouchenko - Mykhailo Kukhar - Mark McGivern - Nathan French - Mariusz Szyszko - Mariusz Sordyl - Vladimir Samsonov - Ruslans Sorokins - Taras Tabachuk - Eemi Tervaportti - Tuomas Tihinen - Matti Hietanen - Jussi Aamuvuori - Novak Stanković - Stanislav Šimin - Semidán Déniz - Laurențiu-Fabian Birău | - Arvydas Mišeikis - Stanislav Zimakijevič - Jean-Junior Nyabéyé - Jean-Merlin Nziémi - Élysée Ossosso - Hicham Esseddyq - Pavel Holčík - Milan Vodička - Marek Golštajn - Delano Thomas - Ryan Stafford - Claudio Zulianello - Lies Tizi-Oualou - Alexandre Jioshvili - Jaanus Nõmmsalu - Andy Zurawsky |

Club de Supporters :
Blue Eagles 84